# Reichsdeputationshauptschluss

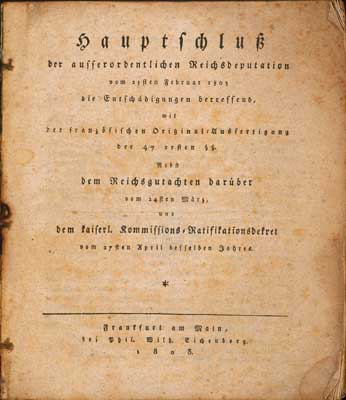
Reichsdeputationshauptschluss

Het Reichsdeputationshauptschluss, vollediger: Hauptschluss der außerordentlichen Reichsdeputation (Nederlands: Hoofdbesluit van de Buitengewone Rijksafvaardiging), was het laatste belangrijke besluit van de Rijksdag van het Heilige Roomse Rijk. Het werd genomen op de laatste zitting op 25 februari 1803 te Regensburg, in maart geratificeerd en in april onder voorbehoud door keizer Frans II aangenomen.
In het Reichsdeputationshauptschluss werd het aantal soevereine staten in het Rijk teruggebracht van 1800 tot circa 60. De wereldlijke vorsten die bij de Vrede van Lunéville hun gebieden aan de linkerrijnoever hadden verloren aan Frankrijk werden schadeloos gesteld met gebied op de rechteroever. Dit geschiedde door secularisering van de kerkelijke gebieden (behalve Mainz) en mediatisering van de vrije rijkssteden (behalve Augsburg, Lübeck, Neurenberg, Frankfort, Bremen en Hamburg). De Duitse Orde en de Maltezer Orde bleven van secularisering gevrijwaard. De vorsten van Salzburg, Württemberg, Baden en Hessen-Kassel verkregen de keurvorstelijke waardigheid van de opgeheven keurvorstendommen Keulen, Trier en de Palts.
Het Reichsdeputationshauptschluss had een zeer grote invloed op het Rijk. Daar de nieuwe keurvorstendommen Württemberg, Baden en Hessen-Kassel protestants waren kwam er een einde aan het traditionele katholieke overwicht in het college van keurvorsten. De keizer raakte met de geestelijke vorsten en de rijkssteden zijn belangrijkste steunpilaren kwijt. Na het ontstaan van de Rijnbond in 1806 legde keizer Frans II zijn kroon neer en werd het Rijk ontbonden.

## Behandelde Nederlandse gebieden
- Paragraaf 2: Bij Beieren wordt vermeld dat de keurvorst het markiezaat Bergen op Zoom en de heerlijkheid Ravenstein heeft afgestaan.
- Paragraaf 3: Bij Pruisen wordt vermeld dat de koning het hertogdom Gelre en de districten Zevenaar, Huissen en Malburgen heeft afgestaan. Verder wordt in deze paragraaf ook de schadeloosstelling geregeld voor drie Zuid-Nederlandse hertogelijke families: Arenberg, Croÿ en Looz-Corswarem.
- Paragraaf 6: De graaf van Schall wordt vermeld voor het verlies van het graafschap Megen in Noord-Brabant.
- Paragraaf 10: De vorst van Hohenzollern-Hechingen voor het verlies van de heerlijkheid Geulle en de vorst van Hohenzollern-Sigmaringen voor het verlies van Boxmeer, Diksmuide, Berg, Gendringen, Etten, Wisch en Pannerden.
- Paragraaf 11: De vorst van Ligne voor het verlies van het graafschap Fagnolle.
- Paragraaf 12: Hier wordt de schadeloosstelling geregeld voor de vorst van Nassau-Dillenburg (dat wil zeggen de prins van Oranje) vanwege het verlies van het stadhouderschap en de domeinen in de Nederlanden.
- Paragraaf 24: Hier worden de zaken geregeld voor de graaf van Aspremont-Lynden voor het verlies van het rijksgraafschap Rekem, voor de graaf van Plettenberg voor het verlies van het rijksgraafschap Wittem met Eijs, voor de graaf van Törring voor het verlies van het rijksgraafschap Gronsveld en voor de graaf van Goltstein voor het verlies van de vrije rijksheerlijkheid Slenaken.

In paragraaf 32 wordt de nieuwe zetelverdeling in de Rijksvorstenraad geregeld. De zetel van de hertog van Arenberg wordt verbonden met diens nieuwe hertogdom en krijgt rangnummer 82. De hertog van Looz wordt voor het eerst opgenomen in de rijksvorstenraad en krijgt de laatste zetel, nummer 127.
De vertegenwoordiging van de verhuisde rijksgraven in de Rijksdag is niet meer geregeld voor de ondergang van het Rijk.